# Sploty żylne kanałów kostnych
Sploty żylne kanałów kostnych – w anatomii człowieka niewielkie skupiska naczyń żylnych, tworzących sploty przy otworach w podstawie czaszki, oplatających struktury przechodzące przez te otwory (tętnice i nerwy). Stanowią połączenia układów żylnych wewnątrz i na zewnątrz czaszki. Ich ściany nie mają ścisłych połączeń z kością, czym różnią się od żył wypustowych. Należą do nich: splot żylny kanału nerwu podjęzykowego, splot żylny otworu owalnego, splot żylny tętnicy szyjnej wewnętrznej.